# Klíč primátora hlavního města Prahy
Klíč primátora hlavního města Prahy je ocenění, které od jara 2013 vždy na půl roku získá vítěz fotbalového ligového utkání mezi mužstvy AC Sparta Praha a SK Slavia Praha, tedy tak zvaného pražského derby. Pokud by utkání skončilo remízou, je klíč do dalšího utkání uložen na neutrálním místě na pražském magistrátě. Nápad na udělování tohoto ocenění vzešel od klubu Sparty a myšlenka se zalíbila jak Slavii, tak také pražskému magistrátu.

## Držitelé klíče
Držiteli klíče se postupně stali:
| Držitel klíče | Držitel klíče      | Datum předání      | Primátor/ka      | Datum utkání      | Domácí tým      | Výsledek | Hostující tým   |
| ------------- | ------------------ | ------------------ | ---------------- | ----------------- | --------------- | -------- | --------------- |
|               | AC Sparta Praha    | 15. dubna 2013     | Bohuslav Svoboda | 13. dubna 2013    | AC Sparta Praha | 3 : 1    | SK Slavia Praha |
|               | AC Sparta Praha    | 21. října 2013     | Tomáš Hudeček    | 28. září 2013     | SK Slavia Praha | 0 : 2    | AC Sparta Praha |
|               | AC Sparta Praha    | 23. dubna 2014     | Tomáš Hudeček    | 12. dubna 2014    | AC Sparta Praha | 3 : 0    | SK Slavia Praha |
|               | AC Sparta Praha    |                    | Tomáš Hudeček    | 27. září 2014     | SK Slavia Praha | 0 : 2    | AC Sparta Praha |
|               | AC Sparta Praha    |                    | Adriana Krnáčová | 11. dubna 2015    | AC Sparta Praha | 2 : 1    | SK Slavia Praha |
|               | SK Slavia Praha    | 15. října 2015     | Adriana Krnáčová | 27. září 2015     | SK Slavia Praha | 1 : 0    | AC Sparta Praha |
|               | AC Sparta Praha    | 4. dubna 2016      | Adriana Krnáčová | 20. března 2016   | AC Sparta Praha | 3 : 1    | SK Slavia Praha |
|               | SK Slavia Praha    | 3. listopadu 2016  | Adriana Krnáčová | 25. září 2016     | AC Sparta Praha | 0 : 2    | SK Slavia Praha |
|               | pražská primátorka |                    | Adriana Krnáčová | 2. dubna 2017     | SK Slavia Praha | 1 : 1    | AC Sparta Praha |
|               | SK Slavia Praha    | 24. října 2017     | Adriana Krnáčová | 17. září 2017     | SK Slavia Praha | 2 : 0    | AC Sparta Praha |
|               | pražská primátorka |                    | Adriana Krnáčová | 17. března 2018   | AC Sparta Praha | 3 : 3    | SK Slavia Praha |
|               | pražská primátorka |                    | Adriana Krnáčová | 4. listopadu 2018 | AC Sparta Praha | 2 : 2    | SK Slavia Praha |
|               | pražský primátor   |                    | Zdeněk Hřib      | 14. dubna 2019    | SK Slavia Praha | 1 : 1    | AC Sparta Praha |
|               | SK Slavia Praha    |                    | Zdeněk Hřib      | 26. května 2019   | SK Slavia Praha | 2 : 1    | AC Sparta Praha |
|               | SK Slavia Praha    |                    | Zdeněk Hřib      | 22. září 2019     | AC Sparta Praha | 0 : 3    | SK Slavia Praha |
|               | pražský primátor   |                    | Zdeněk Hřib      | 8. března 2020    | SK Slavia Praha | 1 : 1    | AC Sparta Praha |
|               | pražský primátor   |                    | Zdeněk Hřib      | 8. července 2020  | SK Slavia Praha | 0 : 0    | AC Sparta Praha |
|               | SK Slavia Praha    |                    | Zdeněk Hřib      | 6. prosince 2020  | AC Sparta Praha | 0 : 3    | SK Slavia Praha |
|               | SK Slavia Praha    |                    | Zdeněk Hřib      | 11. dubna 2021    | SK Slavia Praha | 2 : 0    | AC Sparta Praha |
|               | AC Sparta Praha    | 11. října 2021     | Zdeněk Hřib      | 3. října 2021     | AC Sparta Praha | 1 : 0    | SK Slavia Praha |
|               | SK Slavia Praha    | 29. března 2022    | Zdeněk Hřib      | 6. března 2022    | SK Slavia Praha | 2 : 0    | AC Sparta Praha |
|               | AC Sparta Praha    |                    | Zdeněk Hřib      | 15. května 2022   | SK Slavia Praha | 1 : 2    | AC Sparta Praha |
|               | SK Slavia Praha    | 22. listopadu 2022 | Zdeněk Hřib      | 23. října 2022    | SK Slavia Praha | 4 : 0    | AC Sparta Praha |
|               | pražský primátor   |                    | Bohuslav Svoboda | 15. dubna 2023    | AC Sparta Praha | 3 : 3    | SK Slavia Praha |
|               | AC Sparta Praha    |                    | Bohuslav Svoboda | 13. května 2023   | AC Sparta Praha | 3 : 2    | SK Slavia Praha |
|               | pražský primátor   |                    | Bohuslav Svoboda | 24. září 2023     | SK Slavia Praha | 1 : 1    | AC Sparta Praha |
|               | pražský primátor   |                    | Bohuslav Svoboda | 3. března 2024    | AC Sparta Praha | 0 : 0    | SK Slavia Praha |
|               | pražský primátor   |                    | Bohuslav Svoboda | 11. května 2024   | AC Sparta Praha | 0 : 0    | SK Slavia Praha |
|               | SK Slavia Praha    |                    | Bohuslav Svoboda | 6. října 2024     | SK Slavia Praha | 2 : 1    | AC Sparta Praha |
|               | AC Sparta Praha    | 26. března 2025    | Bohuslav Svoboda | 8. března 2025    | AC Sparta Praha | 2 : 0    | SK Slavia Praha |
|               | SK Slavia Praha    |                    | Bohuslav Svoboda | 10. května 2025   | SK Slavia Praha | 2 : 1    | AC Sparta Praha |